# Pavezin
Pavezin est une commune française située dans le département de la Loire en région Auvergne-Rhône-Alpes.

## Géographie
Le village se trouve tout en haut de la vallée du Couzon, sur le versant nord du massif du Pilat, juste avant le col du même nom (652 mètres d’altitude).
La commune est située à 37 km de Saint-Étienne.
La superficie de la commune est de 8,87 km2 ; son altitude varie de 436  à   955 mètres.
| Sainte-Croix-en-Jarez | Longes (Rhône) |                     |
|                       | Pavezin        | La Chapelle-Villars |
| Saint-Paul-en-Jarez   | Pélussin       | Chuyer              |

### Climat
Pour des articles plus généraux, voir Climat d'Auvergne-Rhône-Alpes et Climat de la Loire.
En 2010, le climat de la commune est de type climat des marges montargnardes, selon une étude du Centre national de la recherche scientifique s'appuyant sur une série de données couvrant la période 1971-2000. En 2020, Météo-France publie une typologie des climats de la France métropolitaine dans laquelle la commune est exposée à un climat de montagne ou de marges de montagne et est dans la région climatique Nord-est du Massif Central, caractérisée par une pluviométrie annuelle de 800 à 1 200 mm, bien répartie dans l’année.
Pour la période 1971-2000, la température annuelle moyenne est de 9,7 °C, avec une amplitude thermique annuelle de 16,7 °C. Le cumul annuel moyen de précipitations est de 892 mm, avec 9,2 jours de précipitations en janvier et 7 jours en juillet. Pour la période 1991-2020, la température moyenne annuelle observée sur la station météorologique de Météo-France la plus proche, « St-chamond-p », sur la commune de Saint-Chamond à 12 km à vol d'oiseau, est de 12,5 °C et le cumul annuel moyen de précipitations est de 681,9 mm,. Pour l'avenir, les paramètres climatiques de la commune estimés pour 2050 selon différents scénarios d'émission de gaz à effet de serre sont consultables sur un site dédié publié par Météo-France en novembre 2022.

## Urbanisme

### Typologie
Au 1er janvier 2024, Pavezin est catégorisée commune rurale à habitat dispersé, selon la nouvelle grille communale de densité à sept niveaux définie par l'Insee en 2022.
Elle est située hors unité urbaine. Par ailleurs la commune fait partie de l'aire d'attraction de Lyon, dont elle est une commune de la couronne,. Cette aire, qui regroupe 397 communes, est catégorisée dans les aires de 700 000 habitants ou plus (hors Paris),.

### Occupation des sols
L'occupation des sols de la commune, telle qu'elle ressort de la base de données européenne d’occupation biophysique des sols Corine Land Cover (CLC), est marquée par l'importance des forêts et milieux semi-naturels (56,8 % en 2018), en diminution par rapport à 1990 (58 %). La répartition détaillée en 2018 est la suivante : 
forêts (56 %), prairies (25,7 %), zones agricoles hétérogènes (15,8 %), terres arables (1,7 %), milieux à végétation arbustive et/ou herbacée (0,8 %). L'évolution de l’occupation des sols de la commune et de ses infrastructures peut être observée sur les différentes représentations cartographiques du territoire : la carte de Cassini (XVIIIe siècle), la carte d'état-major (1820-1866) et les cartes ou photos aériennes de l'IGN pour la période actuelle (1950 à aujourd'hui).

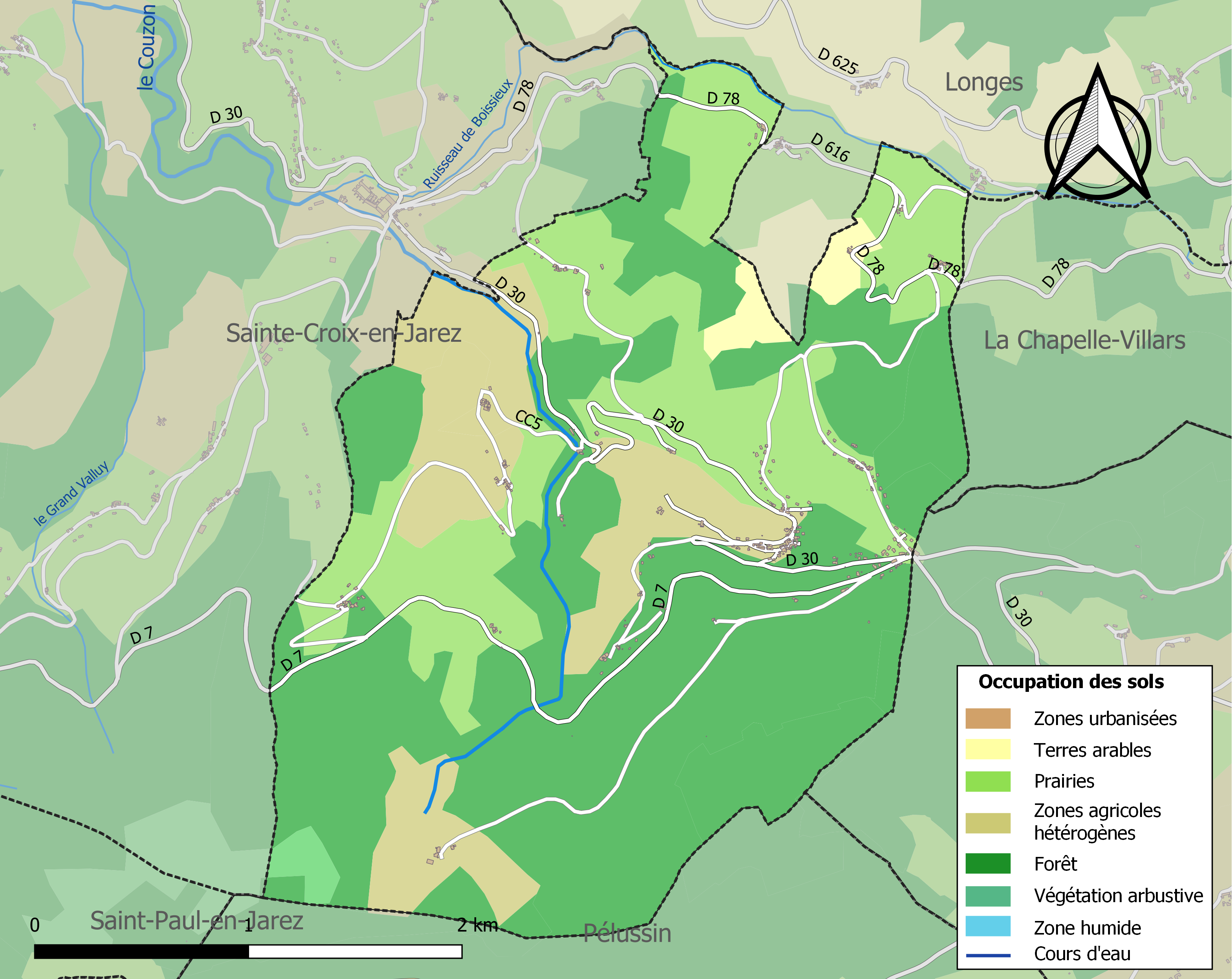
Carte des infrastructures et de l'occupation des sols de la commune en 2018 (CLC).

## Histoire
Le petit village de PAVEZIN est connu depuis 1225, portant successivement les noms de : PAVAYSIN, PUVESIN, PAVEYSIN.
Avant 1888, la commune de Pavezin était beaucoup plus étendue qu'aujourd'hui. Elle était constituée des deux communes actuelles : Sainte-Croix-en-Jarez et Pavezin. La commune de Sainte-Croix n'existait pas, il s'agissait d'une chartreuse de l'ordre de Saint-Bruno, fondée en 1280.
À la Révolution (1789), les moines ont été chassés. Dès 1791, leurs propriétés ont été saisies et vendues comme biens nationaux et ils ont dû quitter définitivement leur couvent en 1792. Les bâtiments du monastère ont alors été partagés en lots et vendus aux enchères aux habitants des environs qui sont venus s'y installer, fondant ainsi un nouveau village dans la commune de Pavezin : Sainte-Croix-en-Jarez qui est devenue commune en 1888. Il reste cependant sur la commune de Pavezin de nombreuses croix témoignant de la présence de la chartreuse sur le territoire de la commune.
Aujourd'hui, Sainte-Croix est classé un des « plus beaux villages de France ». Il n'est qu'à 3,5 km du bourg de Pavezin et à 5 km du col de Pavezin.

## Politique et administration
| Période                                  | Période  | Identité                 | Étiquette | Qualité |
| ---------------------------------------- | -------- | ------------------------ | --------- | ------- |
| Les données manquantes sont à compléter. |          |                          |           |         |
| 1881                                     | 1936     | Antoine Marie Combarmond |           |         |
| 1936                                     | 1971     | Étienne Combarmond       |           |         |
| 1971                                     | 1985     | Charles Delorme          |           |         |
| 1985                                     | 2001     | Alain Ladavière          |           |         |
| 2001                                     | En cours | Yves Lecocq              |           |         |

## Démographie
L'évolution du nombre d'habitants est connue à travers les recensements de la population effectués dans la commune depuis 1793. Pour les communes de moins de 10 000 habitants, une enquête de recensement portant sur toute la population est réalisée tous les cinq ans, les populations de référence des années intermédiaires étant quant à elles estimées par interpolation ou extrapolation. Pour la commune, le premier recensement exhaustif entrant dans le cadre du nouveau dispositif a été réalisé en 2005.

En 2022, la commune comptait 399 habitants, en évolution de +13,03 % par rapport à 2016 (Loire : +1,32 %, France hors Mayotte : +2,11 %).
| 1793  | 1800  | 1806 | 1821  | 1831  | 1836  | 1841  | 1846  | 1851  |
| ----- | ----- | ---- | ----- | ----- | ----- | ----- | ----- | ----- |
| 1 019 | 1 046 | 984  | 1 242 | 1 199 | 1 190 | 1 171 | 1 221 | 1 188 |

| 1856  | 1861  | 1866  | 1872 | 1876 | 1881 | 1886 | 1891 | 1896 |
| ----- | ----- | ----- | ---- | ---- | ---- | ---- | ---- | ---- |
| 1 094 | 1 036 | 1 004 | 919  | 911  | 893  | 944  | 387  | 348  |

| 1901 | 1906 | 1911 | 1921 | 1926 | 1931 | 1936 | 1946 | 1954 |
| ---- | ---- | ---- | ---- | ---- | ---- | ---- | ---- | ---- |
| 323  | 266  | 271  | 274  | 265  | 261  | 249  | 216  | 222  |

| 1962 | 1968 | 1975 | 1982 | 1990 | 1999 | 2005 | 2006 | 2010 |
| ---- | ---- | ---- | ---- | ---- | ---- | ---- | ---- | ---- |
| 200  | 175  | 150  | 183  | 245  | 260  | 263  | 262  | 339  |

| 2015 | 2020 | 2022 | - | - | - | - | - | - |
| ---- | ---- | ---- | - | - | - | - | - | - |
| 355  | 388  | 399  | - | - | - | - | - | - |

## Culture locale et patrimoine

### Lieux et monuments
Le village, situé dans le parc naturel régional du Pilat, est entouré de sentiers et chemins qui permettent de faire des promenades. On y rencontre des légendes : celles de la « grotte aux Fées » (elle se situe à 20 min de marche environ du col sur la commune de Chuyer, en empruntant le sentier qui monte à droite de l'auberge du col), de « Lorette » ; et des histoires : celles de « la Toinette », du « bandit Gerin », de « la galoche » - qui était le nom du train qui desservait le village au temps où celui-ci était encore relié par les rails.
Sur la commune de Pavezin se trouve un gîte d'étape, à trois minutes à pied en descendant depuis le col.
- Église Saint-Clair de Pavezin.

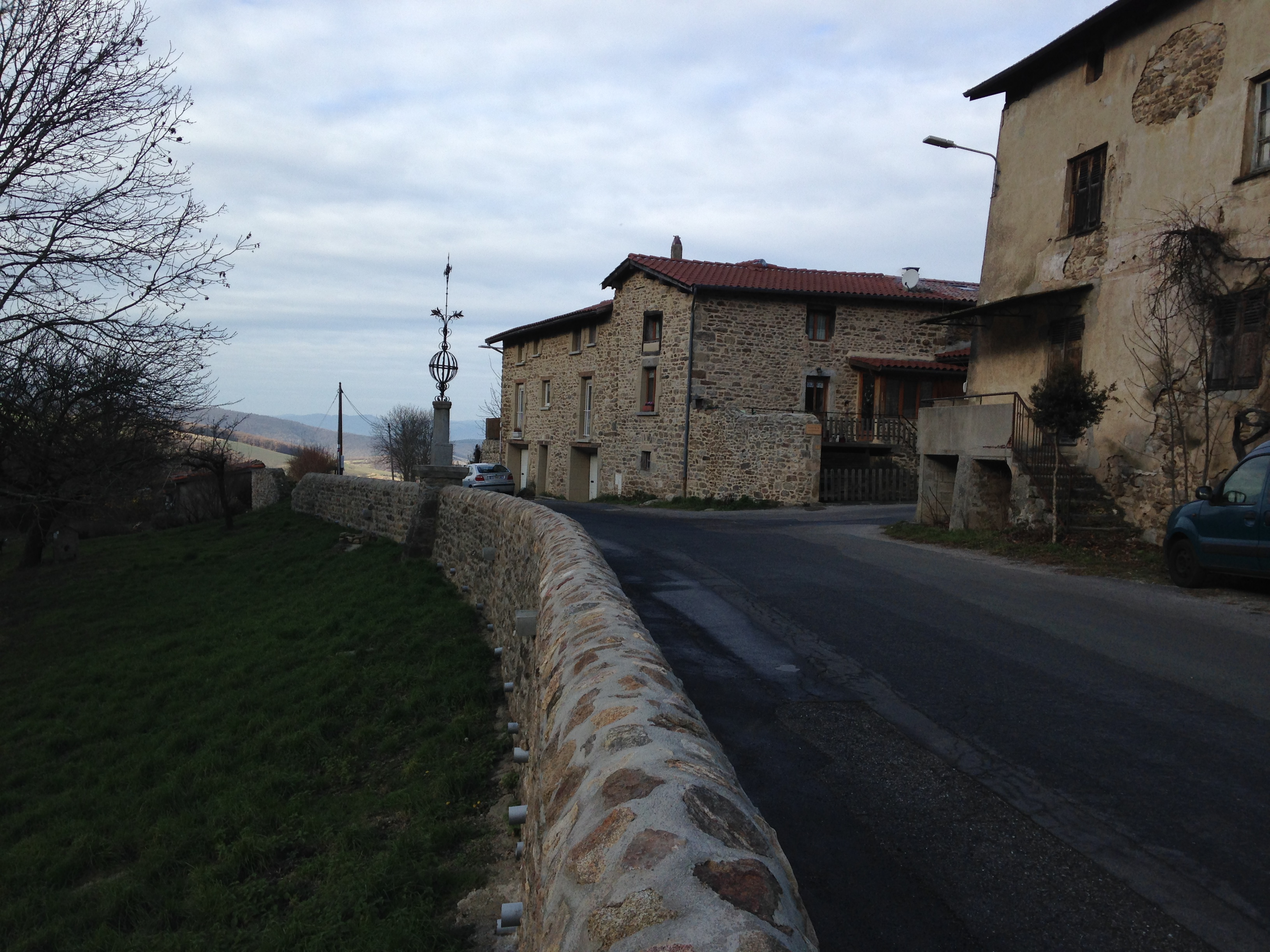
La croix des Chartreux et la sortie du bourg.
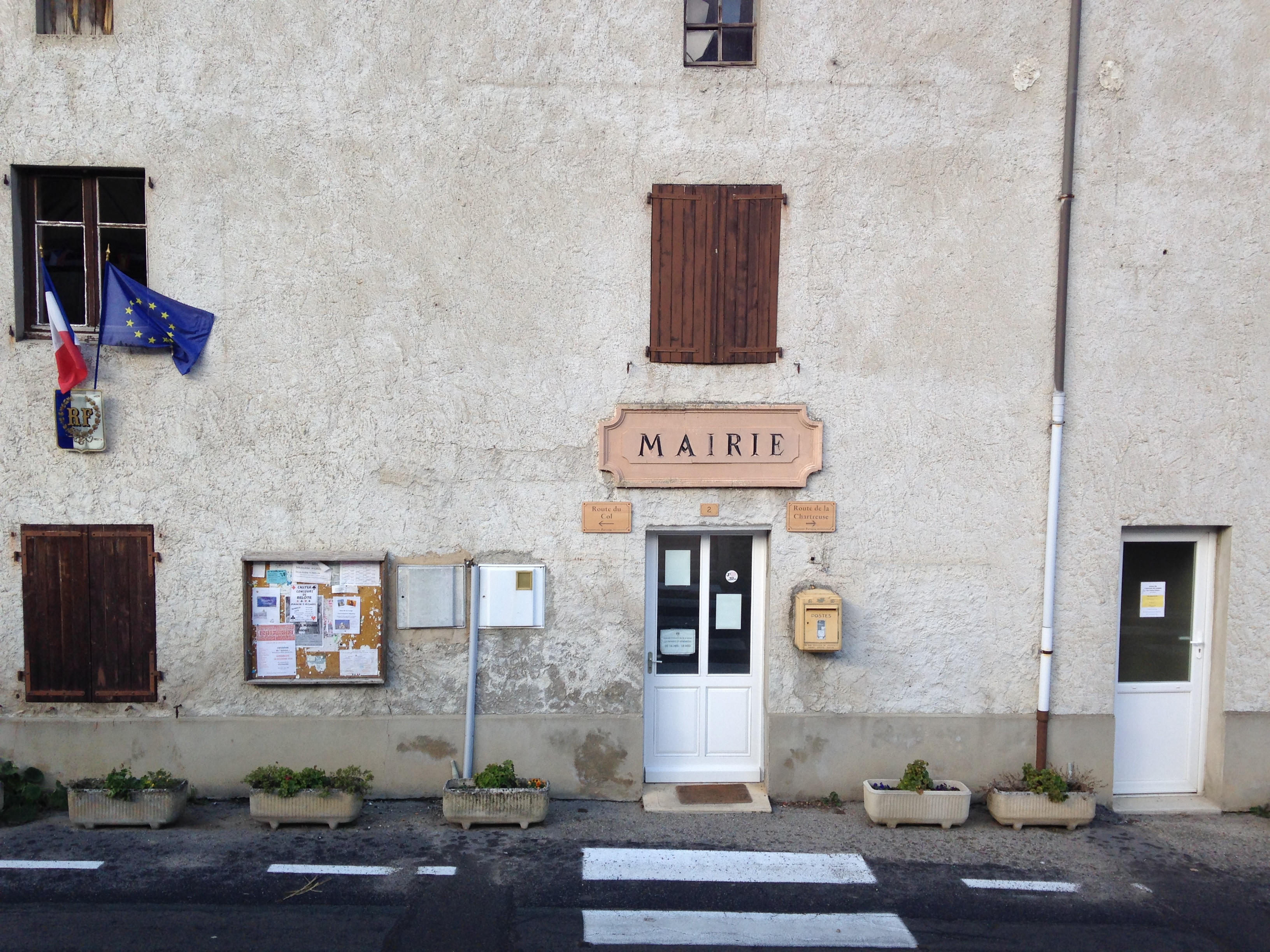
La mairie.
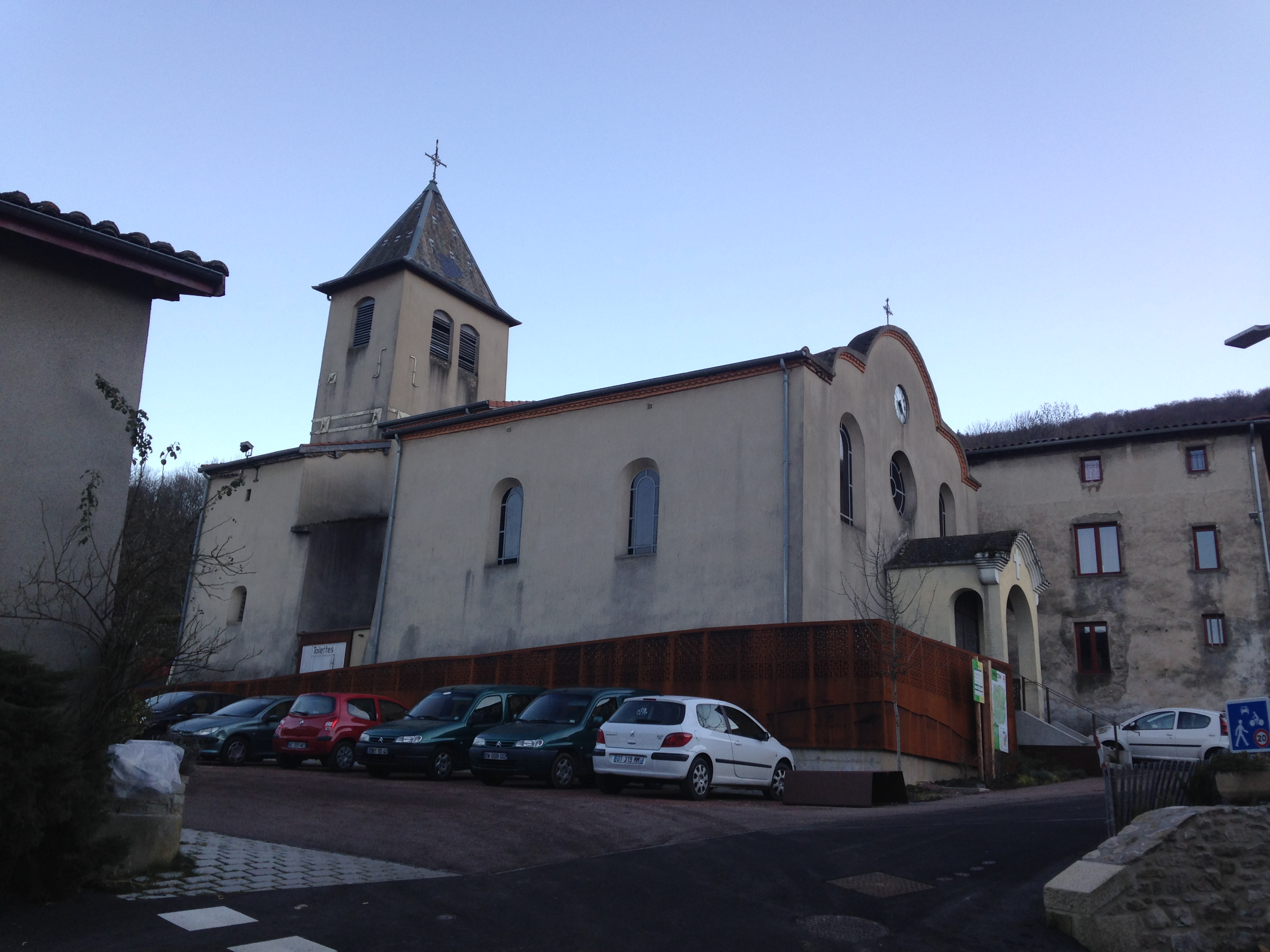
L’église de Pavezin.

### Personnalités liées à la commune
- Paul Marie Reynaud (1854-1926), missionnaire lazariste en Chine, évêque, né à Pavezin.

### Héraldique
|  | Les armoiries de Pavezin se blasonnent ainsi : Écartelé en sautoir: au 1er d'or à la locomotive de sable, au 2e d'azur à l'arbre d'argent feuillé d'or, au 3e d'azur à la Croix des Chartreux du lieu d'or, au 4e d'or au soc de charrue de sable posé en pal la pointe en bas, accosté de deux clous du même. Créé par les enfants de l'école et finalisé par Jean-François Binon. Officialisé le 8 mai 2010. |